# الدوري المكسيكي الممتاز 2003
الدوري المكسيكي الممتاز 2003 (بالإسبانية: Torneo Clausura 2003)‏ هو موسم من الدوري المكسيكي الممتاز. كان عدد الأندية المشاركة فيه 20، وفاز فيه نادي مونتيري.